# Bojan Spirkoski
Bojan Spirkoski (* 22. dubna 1995) je severomakedonský fotbalový záložník a mládežnický reprezentant, momentálně hrající za český klub SK Sokol Brozany.
Jeho fotbalovým vzorem je Xabi Alonso.

## Kariéra
S fotbalem začínal v deseti letech ve fotbalové škole FC Champion, odkud v dorostu zamířil do týmu FK Horizont Turnovo. V roce 2012 přešel do druholigového makedonského celku FK 11 Oktomvri Prilep, kde si zahrál i za "A" tým.

### FC Vysočina Jihlava
Díky kontaktům manažera Roberta Gorceskiho s jihlavským manažerem Josefem Jinochem zamířil v zimě 2013 do Vysočiny Jihlava na testy. Během nich svými výkony zaujal trenéry a na podzim téhož roku sem přestoupil. V Jihlavě nastupuje především v týmu staršího dorostu. Dne 19. května 2014 si ve 38. kole Juniorské ligy proti FK Dukla Praha (2:2) odbyl premiéru za juniorský tým Vysočiny, když v 72. minutě střídal Davida Klusáka. V létě se pak definitivně přesunul do juniorského týmu.

#### Juniorská liga 2014/2015
V sezoně 2014/15 nastupoval za juniorský celek pravidelně, ať už v základní sestavě, nebo jako střídají hráč. První branky za juniorský tým se dočkal v 5. kole, když v 70. minutě souboje se Znojmem (2:2) vyrovnával na 1:1. Další branku přidal v domácím zápase 7. kola s Viktorií Plzeň (4:3), kterou ve 29. minutě vyrovnával na 2:2. Třetí a opět vyrovnávací gól vsítil v 71. minutě 12. kola se Zbrojovkou Brno a srovnával tak na konečných 3:3; čtvrtý pak ve 14. kole, když pomohl k výhře nad Varnsdorfem (5:1) – v 87. minutě zvyšoval už na 4:1. V domácím zápase 16. kola s Bohemians Praha 1905 poslal v 83. minutě Jihlavu do vedení 2:1, zápas ale skončil remízou 2:2. Další branky si schoval na 19. kolo, když dvěma góly pomohl k výhře Vysočiny nad Hradcem Králové (5:3). V zápase 25. kola s FC Viktoria Plzeň poslal v 71. minutě Vysočinu do vedení 3:2, utkání nakonec skončilo remízou (3:3).

V zápase 4. kole na hřišti Slovácka (3:2) obdržel žlutou kartu. Druhou žlutou pak uviděl v 9. kole v zápase s FK Mladá Boleslav (2:1).
Celkem v této sezoně odehrál za juniorský tým Vysočiny 20 zápasů, ve kterých vstřelil 6 gólů. V letní přestávce odešel na testy do Německa.